# はめつのおうこく
『はめつのおうこく』は、yoruhashiによる日本の漫画。ジャンルはダーク・ファンタジー。『月刊コミックガーデン』（マッグガーデン）にて2019年5月号より連載を開始し、同年5月5日からは同社のウェブコミック配信サイト『MAGCOMI』でも配信中。2023年10月時点で単行本の累計は100万部を突破している。
メディアミックスとして、2023年10月から12月までテレビアニメが放送された。

## ストーリー
かつて魔女と人間が共存していた世界帝国リディア。しかし科学文明が発展し魔女の力を恐れた人間族の王が魔女狩りを強行する。魔女に育てられた人間アドニスは師匠クロエとの逃亡の果てに目の前で彼女が殺される事となり、帝国への復讐を決意する。

## 登場人物
声の項はテレビアニメ版における声優。
アドニス
声 - 石川界人、寺崎裕香（幼少期）
本作の主人公。魔女クロエに育てられた人間の少年であり、彼女の弟子。魔女狩りから逃れる為クロエと旅をしていたが、リディア帝国の科学技術によって捕らえられ、最愛の師を眼前で失う。
科学文明を重視する人間でありながら魔法（記述式召喚魔法）を操り、クロエを殺された恨みから同族である人類（帝国人）に対し復讐を誓う。リディア帝国の永年幽閉指定人物。
ドロカ
声 - 和氣あず未
本作のヒロイン。リディア帝国第七管理地区メイヘム捕虜収容所に囚われた奴隷。天真爛漫で自分を卑下するなど他人の為に自分を犠牲にすることを厭わない心優しい少女。魔女の一人。男を操る愛の魔法・束縛（マンドラゴラ）を使うことができる。ミアという姉がいた。帝国皇妃アンドロメダと瓜二つ。シロウサギとの戦いで両眼を潰され、失明になるが騎士化（ナイトウォール）の覚醒を果たした。
クロエ・モルガン
声 - 白石涼子
アドニスを育てた氷の魔女。一個小隊を壊滅させるほどの実力者。魔女が普通に生活できる場所を求めて旅している。明るい性格で分け隔てないが魔女としてのプライドは高く、気安く魔法を使わず、科学技術を理解する気もない。一方で自分の立場を真面目に考えながらもアドニスを茶化す砕けた一面もあった。アドニスとともにリディア帝国に捕らえられ、無抵抗（魔法を無効化する装置による）のまま惨殺される。
ゲーテ
声 - 斉藤次郎
リディア帝国23代皇帝。優れた科学技術を背景に、魔女狩りと世界征服を行い多くの国を侵略。帝国人以外は同等と見なしておらず、他国の人間は全て奴隷として、非道に扱う。特に魔女は人類の敵であると公言し、どのような残虐非道の限りを尽くしても構わないとして、虐殺してきた。魔女を滅ぼし帝国を隆盛に導いた偉大な皇帝と民からは思われているが、実際のところはドロテーアの魔法に魅了された傀儡でしかなく、帝国が魔女も世界も蹂躙した後はもう用済みとして、殺処分された。
アンドロメダ
声 - 和氣あず未
ゲーテの妃。本作で起こった出来事の真の黒幕。その正体は多重奏宇宙を駆ける未知の魔女「ドロテーア・グレーテ」。違う宇宙（剣の王国）から来た存在であり、ドロカはこの宇宙における同一存在。男を操る愛の魔法・束縛（マンドラゴラ）によってゲーテを傀儡にし、最後は転落死させて自らが新皇帝（女王）となる。かつてはドロカと同じように心優しい人物だったが、この宇宙を訪れる前に起こったある出来事により優しさを捨て冷酷非情となる。その目的は、アドニスの首を使って愛するアルフレド（アドニスの同一存在）を蘇らせること。
パルポル
声 - 太田哲治
メイヘム捕虜収容所看守長。
ヤマト
声 - 日野聡、きそひろこ（幼少期）
国家保安局局長。上席主幹。ユキの兄。アドニスとの戦いの末に死亡。
ユキ
声 - 遠野ひかる
保安局副局長。主幹。ヤマトの妹。
エーコート
声 - 榊原優希
首都警備局局員。主幹。アドニスに完膚なきの攻撃により死亡した。
シータ・サマンスタ
声 - 日笠陽子
国家科学局局長。DAM被曝により余命幾月となってしまう。月園の戦いではアドニスの巧妙な罠によりヤマト局長を始めとする多くの者達を戦死させた。その後は新皇帝に即位したドロテーアによって処刑された。
オズ・ゴージャス
声 - 池田純矢 → 勝杏里
国家諜報局主幹。
チャーミー
声 - 富田美憂
国家諜報局主査。
エリ
声 - 真野美月
女子高生。アドニスに感化されている。
タクマ
声 - 柳晃平
エリの元彼。アドニスの攻撃により死亡した。
オフィーリア・クレメンタイン
声 - 加良まゆみ
天啓の魔女。月園の長。ヤマト局長の襲撃の末に死亡した。
アンナ
声 - 高橋李依
ドロカとともに捕虜収容所に捕らえられていた複製の魔女。
シロウサギ
声 - 谷山紀章
国家諜報局局長。ドロテーアと直接のつながりを持つ。冷酷無比な男。アドニスとの戦いではドロカの両眼を潰し、戦意喪失に追い込むが騎士化（ナイトウォール）の覚醒を許すが最後は彼の師匠であるクロエの氷の魔法により死亡した。
ダイナズマ
声 - 喜屋武和輝
権言局局長。アドニスの攻撃を受けて死亡した。
パンチ
声 - 三宅健太
廃材平原の集落を仕切っている汚染民。過去にクロエに命を助けられたことがあり、アドニスとドロカを助けた。
ダキャ
声 - 石上静香
蛇喰の魔女。
サンタマリア
声 - 川崎芽衣子
服を防護服へ強化できる魔女。
クリスタルマヤ
声 - 平塚紗依
宝石の魔女。
アウレア
声 - 高宮彩織
水錬の魔女。
グリアナ
声 - 内山茉莉
傀儡の魔女。
五番ノ市
声 - 栗坂南美
スズレ国より派遣されたくノ一。アドニス捕獲の命を受けるがシロウサギに邪魔されて死亡した。
六番ノ市
声 - 岡村明香
スズレ国より派遣されたくノ一。アドニス捕獲の命を受けるがシロウサギに邪魔されて死亡した。

## 用語
リディア
世界の頂である帝国。首都はニューナイトメア。
超産業革命（ギア・エクスパンション）
リディアで始まった新科学技術の爆発。人類の文明を飛躍的に向上させた。
魔法光子抑制装置（SDAM-2）
その名の通り、魔法を無効化する機械。
記述式召喚魔法
魔女でない者が魔法を操る唯一の術。魔法のメカニズムを理解・体系化し、特殊な羽根筆（クイル）を用いて数式化する。最高の師に恵まれなければ会得は容易ではない。
ヒト細胞機能不全疾患
魔法光子抑制装置から放たれる核光子によって発病する奇病。
月園（ルナミリア）
新たなる魔女の国。人の手のおよばぬ秘境で静寂の星。
生命樹（ミト）
魔女を生む樹。

## 書誌情報
- yoruhashi『はめつのおうこく』 マッグガーデン〈BLADE COMICS〉、既刊13巻（2025年4月10日現在）
  1. 2019年10月10日発売[8][9]、ISBN 978-4-8000-0901-2
  2. 2020年2月10日発売[10]、ISBN 978-4-8000-0937-1
  3. 2020年8月7日発売[11]、ISBN 978-4-8000-1001-8
  4. 2021年2月10日発売[12]、ISBN 978-4-8000-1048-3
  5. 2021年8月10日発売[13][14]、ISBN 978-4-8000-1121-3
  6. 2022年2月9日発売[15]、ISBN 978-4-8000-1172-5
  7. 2022年9月9日発売[16]、ISBN 978-4-8000-1244-9
  8. 2023年3月10日発売[17]、ISBN 978-4-8000-1308-8
  9. 2023年10月10日発売[18]、ISBN 978-4-8000-1376-7
  10. 2024年2月8日発売[19]、ISBN 978-4-8000-1420-7
  11. 2024年7月10日発売[20]、ISBN 978-4-8000-1473-3
  12. 2025年1月9日発売[21]、ISBN 978-4-8000-1540-2
  13. 2025年4月10日発売[22]、ISBN 978-4-8000-1579-2

## テレビアニメ
2023年10月から12月まで毎日放送・TBS『アニメイズム』B1枠ほかにて放送された。

### スタッフ
- 原作 - yoruhashi[3]
- 監督 - 元永慶太郎[3]
- シリーズ構成 - 鴻野貴光[3]
- キャラクターデザイン - 加藤裕美[3]
- プロップデザイン - 村山章子[24]
- 鈍器デザイン - 松田未来[24]
- 色彩設計 - 松山愛子[24]
- 美術監督 - 栫ヒロツグ[24]
- 美術設定 - 山口大悟郎、三浦智[24]
- 2Dワークス - 矢崎宏幸[24]
- CG監督 - 遠藤誠[24]
- 撮影監督 - 今泉秀樹[24]
- 編集 - 木村祥明[24]
- 音響監督 - えびなやすのり[24]
- 音楽 - 櫻井美希、兼松衆、中村巴奈重[3]
- 音楽制作 - 日音[24]
- 音楽プロデューサー - 水田大介
- プロデューサー - 吉武真太郎、青井宏之、曹聡、塩谷尚史、立石茂、吉川敦史、若林秀行
- アニメーションプロデューサー - 大上裕真、KARKI RAJEEV
- アニメーション制作 - 横浜アニメーションラボ[3]
- 製作 - 「はめつのおうこく」製作委員会（日活、毎日放送、NetEase Games、arma bianca、マッグガーデン、レイ、CTW）

### 主題歌
「消えるまで」
Hana Hopeによるオープニングテーマ。作詞はUTAとAKIRA、作曲・編曲はUTA。
「Prayer」
Who-ya Extendedによるエンディングテーマ。作詞・作曲・編曲はWho-ya Extended。

### 各話リスト
| 話数   | サブタイトル                | 脚本       | 絵コンテ            | 演出                 | 作画監督                                                           | 総作画監督      | 初放送日       |
| ------ | --------------------------- | ---------- | ------------------- | -------------------- | ------------------------------------------------------------------ | --------------- | -------------- |
| 第1話  | はじまり はじまり           | 鴻野貴光   | 岩畑剛一 元永慶太郎 | 川部真也             | 相澤秀亮 式部美代子 成松義人 飯島弘也                              | 飯島弘也        | 2023年 10月7日 |
| 第2話  | ヘイブンファイア            | 鴻野貴光   | 岩畑剛一            | 稲村保奈美           | 能地清 渕脇泰賀 飯飼一幸 橋口翔太郎 松本勝次                       | 加藤裕美 反町司 | 10月14日       |
| 第3話  | やさしい死                  | 鴻野貴光   | 新留俊哉            | 新留俊哉             | 慧敏 鑫月 明光 龍光 橋本有理 王國年 今橋明日菜                     | -               | 10月21日       |
| 第4話  | 魔女の国                    | 日暮茶坊   | 川口太詩            | 川口太詩             | 関藤寛生 渕脇泰賀 高橋宏郁 内田利明 橋口翔太郎 阪口詩織            | 加藤裕美 反町司 | 10月28日       |
| 第5話  | もろびとこぞりて            | 中村浩二郎 | 頂真司              | 玉川真人 Kang Seo ki | Joung Eun joung Park Yoon ok                                       | 飯島弘也        | 11月4日        |
| 第6話  | 魔女ドロカ                  | 鴻野貴光   | 岩畑剛一 元永慶太郎 | 稲村保奈美           | 能地清 飯飼一幸 青木真理子 片岡恵美子 今井雅美                     | 反町司          | 11月11日       |
| 第7話  | Stand by him. Stand by her. | 中村浩二郎 | 川口太詩            | 則座誠               | 阪口詩織 高橋宏郁 関藤寛生 佐藤このみ 松本勝次                     | 加藤裕美 反町司 | 11月18日       |
| 第8話  | 戴冠式                      | 日暮茶坊   | 頂真司              | Kang Seo ki          | Lee Joo hyeun Joung Eun joung Park Yoon ok Won Chang hee           | -               | 11月25日       |
| 第9話  | 亡国マムタ                  | 待田堂子   | 川口太詩            | 川口太詩             | 阪口詩織 田中太郎 高橋宏郁 関藤寛生                                | 反町司          | 12月2日        |
| 第10話 | 失われるまなざし            | 待田堂子   | 新留俊哉            | Kang Seo ki 新留俊哉 | Lee Joo hyeun Kim Hye jeong Won Chang hee Shin Jae ik              | -               | 12月9日        |
| 第11話 | 騎士化                      | 鴻野貴光   | 岩畑剛一            | 稲村保奈美           | 飯飼一幸 江崎稔 片岡恵美子 青柳重美 清水博幸 能地清 青木真理子     | 反町司          | 12月16日       |
| 第12話 | 愛と復讐                    | 鴻野貴光   | 岩畑剛一            | 北川正人             | 式部美代子 橋本有里 今橋明日菜 ねこまたや Lim Keun soo Kwon Oh sik | -               | 12月23日       |

### 放送局
| 放送期間                                            | 放送時間                     | 放送局    | 対象地域   | 備考                                 |
| --------------------------------------------------- | ---------------------------- | --------- | ---------- | ------------------------------------ |
| 2023年10月7日 - 12月23日                            | 土曜 1:53 - 2:23（金曜深夜） | 毎日放送  | 近畿広域圏 | 製作参加                             |
|                                                     |                              | TBSテレビ | 関東広域圏 |                                      |
|                                                     | 土曜 2:30 - 3:00（金曜深夜） | BS-TBS    | 日本全域   | BS/BS4K放送                          |
|                                                     | 土曜 23:30 - 日曜 0:00       | AT-X      | 日本全域   | CS放送 / 字幕放送 / リピート放送あり |
| 毎日放送・TBSテレビ・BS-TBSは『アニメイズム』B1枠。 |                              |           |            |                                      |

| 配信開始日     | 配信時間                   | 配信サイト |
| -------------- | -------------------------- | --- |
| 2023年10月7日  | 土曜 2:30（金曜深夜） 更新 | dアニメストア |
| 2023年10月10日 | 火曜 12:00 以降順次        | ABEMA U-NEXT アニメ放題 DMM TV Hulu FOD ニコニコ動画 Lemino ひかりTV Amazon Prime Video auスマートパスプレミアム milplus J:COMオンデマンド TELASA バンダイチャンネル MBS動画イズム TVer Happy!動画 クランクイン!ビデオ Google Play |
|                | 火曜日 22:00 - 22:30       | ニコニコ生放送 |

### BD
| 巻 | 発売日       | 収録話         | 規格品番 |
| -- | ------------ | -------------- | -------- |
| 1  | 2024年2月2日 | 第1話 - 第4話  | HPXN-501 |
| 2  | 2024年3月6日 | 第5話 - 第8話  | HPXN-502 |
| 3  | 2024年4月3日 | 第9話 - 第12話 | HPXN-503 |

| 毎日放送・TBS アニメイズム B1 | 毎日放送・TBS アニメイズム B1 | 毎日放送・TBS アニメイズム B1 |
| 前番組                        | 番組名                        | 次番組                        |
| ----------------------------- | ----------------------------- | ----------------------------- |
| AIの遺電子                    | はめつのおうこく              | ぽんのみち                    |